# Särkkäjärvi (sjö i Kajanaland, lat 64,77, long 29,05)
Särkkäjärvi är en sjö i Finland. Den ligger i kommunen Suomussalmi i landskapet Kajanaland, i den centrala delen av landet, 500 km norr om huvudstaden Helsingfors. Särkkäjärvi ligger 198 meter över havet. Den är 7,2 meter djup. Arean är 21,9 hektar och strandlinjen är 5,17 kilometer lång. Sjön  ingår i Uleälvens huvudavrinningsområde.   I omgivningarna runt Särkkäjärvi växer i huvudsak barrskog. Den sträcker sig 1,1 kilometer i nord-sydlig riktning, och 1,2 kilometer i öst-västlig riktning.